# Tellina
Tellina is een geslacht van tweekleppigen uit de  familie Tellinidae.

## Soorten
- Tellina (Fabulina) tomlini Salisbury, 1934
- Tellina aequistriata Say, 1824
- Tellina agilis Stimpson, 1857
- Tellina alerta Boss, 1964
- Tellina alfredensis Bartsch, 1915
- Tellina alternata Say, 1822
- Tellina altissima E. A. Smith, 1906
- Tellina americana Dall, 1900
- Tellina amianta Dall, 1900
- Tellina analogica Sowerby III, 1904
- Tellina angulosa Gmelin, 1791
- Tellina apelina (Gmelin, 1791)
- Tellina arsinoensis Issel, 1869
- Tellina asmena Melvill & Standen, 1907
- Tellina asperrima Hanley, 1844
- Tellina astrolabei Dautzenberg & Fischer, 1912
- Tellina berghi Lynge, 1909
- Tellina bertini (Jousseaume, 1895)
- Tellina bertrandi Cosel, 1995
- Tellina bodegensis Hinds, 1845
- Tellina boucheti Cosel, 1995
- Tellina brevirostris Deshayes, 1855
- Tellina cadieni Valentich-Scott & Coan, 2000
- Tellina candeana d’Orbigny, 1842
- Tellina canonica Salisbury, 1934
- Tellina carpenteri Dall, 1900
- Tellina cerrosiana Dall, 1900
- Tellina chariessa Salisbury, 1934
- Tellina charlottae E.A. Smith, 1885
- Tellina christovalis E. A. Smith, 1876
- Tellina chrysogona Dall, 1908
- Tellina claudia Melvill & Standen, 1907
- Tellina coani Keen, 1971
- Tellina colorata Dall, 1900
- Tellina compacta Smith, 1885
- Tellina compressa Brocchi, 1814
- Tellina compressissima Sowerby, 1869
- Tellina consobrina d’Orbigny, 1842
- Tellina cristallina Spengler, 1798
- Tellina crosnieri Cosel, 1995
- Tellina cumingii Hanley, 1844
- Tellina cygnus Hanley, 1844
- Tellina decumbens Carpenter, 1865
- Tellina densestriata Cosel, 1995
- Tellina diantha Boss, 1964
- Tellina distorta Poli, 1791
- Tellina donaciformis Deshayes, 1854
- Tellina donacina
- Tellina eburnea Hanley, 1844
- Tellina edgari Iredale, 1915
- Tellina elaborata Sowerby III, 1917
- Tellina ellicensis Hedley, 1899
- Tellina elucens Mighels, 1845
- Tellina emarginata (Sowerby I, 1825)
- Tellina esmeralda (Olsson, 1961)
- Tellina eugonia Suter, 1913
- Tellina euvitrea Boss, 1964
- Tellina exerythra Boss, 1964
- Tellina exigua Poli, 1791
- Tellina fabula Gmelin, 1791
- Tellina fausta Pulteney, 1799
- Tellina felix Hanley, 1844
- Tellina fijiensis Sowerby, 1868
- Tellina fimbriata Hanley, 1844
- Tellina flucigera Dall, 1908
- Tellina gaimardi Iredale, 1915
- Tellina gibber von Ihering, 1907
- Tellina gilchristi Sowerby III, 1904
- Tellina gouldii Hanley, 1846
- Tellina guildingii Hanley, 1844
- Tellina hertleini (Olsson, 1961)
- Tellina hiberna Hanley, 1844
- Tellina hilaris Hanley, 1844
- Tellina huttoni E.A. Smith, 1885
- Tellina idae Dall, 1891
- Tellina iheringi Dall, 1900
- Tellina inaequistriata Donovan, 1802
- Tellina inflata Gmelin, 1791
- Tellina innominata Bertin, 1878
- Tellina insculpta Hanley, 1844
- Tellina iris Say, 1822
- Tellina juttingae Altena, 1965
- Tellina laceridens Hanley, 1844
- Tellina laevigata Linnaeus, 1758
- Tellina lamellata Carpenter, 1855
- Tellina lamellosa (Issel, 1869)
- Tellina languida Smith, 1885
- Tellina lineata Turton, 1819
- Tellina linguafelis Linnaeus, 1758
- Tellina listeri Röding, 1798
- Tellina lux Hanley, 1844
- Tellina lyra Hanley, 1844
- Tellina lyrica Pilsbry & Lowe, 1932
- Tellina macassariensis Prashad, 1932
- Tellina madagascariensis Gmelin, 1791
- Tellina magna Spengler, 1798
- Tellina margaritina Lamarck, 1818
- Tellina martinicensis d’Orbigny, 1842
- Tellina mera Say, 1834
- Tellina meropsis Dall, 1900
- Tellina methoria Melvill, 1897
- Tellina micans Hanley, 1844
- Tellina modesta (Carpenter, 1864)
- Tellina modica Cosel, 1885
- Tellina mompichensis (Olsson, 1961)
- Tellina murrayi E. A. Smith, 1885
- Tellina natalensis Philippi, 1846
- Tellina nicoyana Hertlein & Strong, 1949
- Tellina nitens C. B. Adams, 1845
- Tellina nitida Poli, 1791
- Tellina nitidula Dunker, 1860
- Tellina nuculoides (Reeve, 1854)
- Tellina nux Hanley, 1844
- Tellina oahuana
- Tellina obliquaria Deshayes, 1855
- Tellina ochracea Carpenter, 1864
- Tellina oligoscissulata Jung, 1969
- Tellina opalina Chemnitz in Schröter, 1788
- Tellina oryza Cosel, 1995
- Tellina ostracea Lamarck, 1818
- Tellina pacifica Dall, 1900
- Tellina paramera Boss, 1964
- Tellina parvula E. A. Smith, 1895
- Tellina persica Dall & Simpson, 1901
- Tellina petalina Deshayes, 1854
- Tellina petitiana d'Orbigny, 1846
- Tellina philippii Philippi, 1844
- Tellina philippinarum Hanley, 1844
- Tellina piratica Hedley, 1918
- Tellina planispinosa Sowerby, 1867
- Tellina planissima Sowerby
- Tellina ponsonbyi G. B. Sowerby III, 1889
- Tellina princeps Hanley, 1844
- Tellina prismatica Sowerby III, 1897
- Tellina pristiphora Dall, 1900
- Tellina probina Boss, 1964
- Tellina proclivis Hertlein & Strong, 1949
- Tellina prora Hanley, 1844
- Tellina psammotella Lamarck, 1818
- Tellina pseudopusilla Cosel, 1995
- Tellina pulchella Lamarck, 1818
- Tellina punicea Born, 1778
- Tellina purpurea (Broderip & G. B. Sowerby I, 1829)
- Tellina pygmaeus Lovén, 1846 (Kleine platschelp)
- Tellina radiata Linnaeus, 1758
- Tellina reclusa Dall, 1900
- Tellina recurvata Hertlein & Strong, 1949
- Tellina regia Hanley, 1844
- Tellina resecta Deshayes, 1854
- Tellina rhodon Hanley, 1844
- Tellina rhodora Hinds, 1845
- Tellina rhynchoscuta (Olsson, 1961)
- Tellina rickettsi Coan & Valentich-Scott, 2010
- Tellina rosamunda Melvill & Standen, 1907
- Tellina rousi Sowerby III, 1892
- Tellina rubella Deshayes, 1854
- Tellina rubescens Hanley, 1844
- Tellina rubicincta Gould, 1845
- Tellina saccularia Gould, 1861
- Tellina sadeghianae Coan & Valentich-Scott, 2010
- Tellina sandix Boss, 1968
- Tellina scalpellum Hanley, 1844
- Tellina scobinata Linnaeus, 1758
- Tellina semen Hanley, 1845
- Tellina senegambiensis Salisbury, 1934
- Tellina serrata Brocchi, 1814
- Tellina similis J. Sowerby, 1806
- Tellina simulans C. B. Adams, 1852
- Tellina sowerbii Hanley, 1844
- Tellina spenceri Suter, 1907
- Tellina squamifera Deshayes, 1855
- Tellina steinbecki Coan & Valentich-Scott, 2010
- Tellina straminea Deshayes, 1855
- Tellina strigosa Gmelin, 1791
- Tellina suberis Dall, 1900
- Tellina subtrigona G.B. Sowerby II, 1866
- Tellina sybaritica Dall, 1881
- Tellina tabogensis Salisbury, 1934
- Tellina tampaensis Conrad, 1866
- Tellina tenella A. E. Verrill, 1874
- Tellina tenuis Da Costa, 1778 ( Tere platschelp )
- Tellina texana Dall, 1900
- Tellina timorensis Lamarck, 1818
- Tellina travancorica E. A. Smith, 1899
- Tellina trilatera Gmelin, 1791
- Tellina triradiata H. Adams, 1871
- Tellina tumbezensis (Olsson, 1961)
- Tellina urinatoria Suter, 1911
- Tellina valtonis Hanley, 1844
- Tellina variegata
- Tellina varilineata Pilsbry & Olsson, 1943
- Tellina vernalis Hanley, 1844
- Tellina versicolor DeKay, 1843
- Tellina vespuciana (d’Orbigny, 1842)
- Tellina vestalis Hanley, 1844
- Tellina vidalensis Sowerby III, 1904
- Tellina virgo Hanley, 1844
- Tellina vulsella Hanley, 1846
- Tellina wallaceae Salisbury, 1934
- Tellina yemenensis Melvill, 1898
- Tellina zacae Hertlein & Strong, 1949